# Krajowy Zarząd Parków Narodowych
Krajowy Zarząd Parków Narodowych – organ funkcjonujący w latach 1990–2004, koordynujący działalność parków narodowych w Polsce.

## Likwidacja
Krajowy Zarząd Parków Narodowych z dniem wejścia w życie ustawa z dnia 16 kwietnia 2004 r. o ochronie przyrody czyli: 1 maja 2004 r. (z wyjątkiem art. 39 i 134 pkt 2 które weszły w życie z dniem 1 stycznia 2005 r.) zgodnie z art. 159 tej ustawy przeszedł w stan likwidacji. Jego obowiązki i kadry przejął minister właściwy do spraw środowiska